# Charles Segal
Charles Paul Segal (* 19. März 1936 in Boston, Massachusetts; † 1. Januar 2002 ebenda) war ein US-amerikanischer Klassischer Philologe.

## Leben
Segal besuchte die Boston Latin School und studierte Klassische Philologie in Harvard. Sein Examen 1957 erhielt das Prädikat „summa cum laude“. 1961 wurde er zum Ph.D. promoviert und in die akademische Gemeinschaft Phi Beta Kappa aufgenommen. 1964–67 war Segal Professor an der University of Pennsylvania, 1968–86 an der Brown University, 1987–90 an der Princeton University. 1990 folgte er einem Ruf nach Harvard als Walter C. Klein-Professor der Klassischen Philologie. Gastprofessuren hatte er an den Universitäten Columbia und Brandeis inne sowie an der École pratique des hautes études und der École normale supérieure (Paris).
Sein Spezialgebiet war die Interpretation antiker Literatur, vor allem der griechischen Tragödie und der griechischen und römischen Epik und Lyrik, in methodischer Anwendung des Strukturalismus. Auch mit zeitgenössischer Literaturkritik setzte er sich auseinander. Seine Schriften über Euripides, Sophokles, Lukrez, die Odyssee, Bukolik, Orpheus und andere wurden in viele Sprachen übersetzt und fanden weltweite Verbreitung.
Bevor er eine Schrift über Ovids Metamorphosen beenden konnte, starb er nach langer Krebserkrankung am Neujahrstag 2002. Er wurde von seiner Witwe Nancy Jones Segal, zwei Kindern und zwei Enkeln überlebt. Sein Kollege Richard F. Thomas, Professor und Vorsitzender des Classics Department an der Harvard University, bezeichnete Segal in einem Nachruf als den umschauendsten und gebildetsten Literaturforscher des 20. Jahrhunderts.
Segal war Mitglied der Fulbright-Kommission, Solomon R. Guggenheim Foundation, des National Endowment for the Humanities, des National Humanities Center, der American Academy in Rome (deren Prix de Rome er erhielt) und des Center for Hellenic Studies. 1992 wurde er zum ordentlichen Mitglied der American Academy of Arts and Sciences gewählt. 1994 war er Präsident der American Philological Association.

## Schriften (Auswahl)
- Reason, Emotion, and Society in the Sophists and Democritus. Unveröffentlichte Dissertation, Harvard 1961
- Landscape in Ovid’s Metamorphoses. A Study in the Transformations of a Literary Symbol. Wiesbaden 1969 (Hermes. Einzelschriften 23)
- The Theme of the Mutilation of the Corpse in the Iliad. Leiden 1971
- Poetry and Myth in Ancient Pastoral. Essays on Theocritus and Virgil. Princeton 1981
- Dionysiac Poetics and Euripides’ Bacchae. Princeton 1982. 2. Auflage 1997
- Interpreting Greek Tragedy. Myth, Poetry, Text. Ithaca 1986
  - Französische Übersetzung von C. Malamoud und M. P. Gruenais: La Musique du Sphinx. Poésie et structure dans la tragédie grecque. Paris 1987
- Language and Desire in Seneca’s Phaedra. Princeton 1986
- Pindar’s Mythmaking. The Fourth Pythian Ode. Princeton 1986
- Orpheus. The Myth of the Poet. Baltimore 1989
- Lucretius on Death and Anxiety. Poetry and Philosophy in De rerum natura. Princeton 1990
- Euripides and the Poetics of Sorrow. Art, Gender, and Commemoration in Alcestis, Hippolytus, and Hecuba. Durham 1993
- Oedipus Tyrannus. Tragic Heroism and the Limits of Knowledge. London/New York 1993. 2. Auflage 2001
- Singers, Heroes, and Gods in the Odyssey. Ithaca 1994
- Sophocles’ Tragic World. Divinity, Nature, Society. Cambridge 1995
- Aglaia. The Poetry of Alcman, Sappho, Pindar, Bacchylides, and Corinna. Lanham/Oxford 1998
- Tragedy and Civilization. An Interpretation of Sophocles. Norman 1999